# Fülelő (Transformers)
Fülelő a Transformers egyik szereplője. Első megjelenése a G1 képregény első részében volt. Másodlagos alakja egy kazettás rádiómagnó. Feladata új álcák létrehozása és a kommunikáció. Megatron leghűségesebb társa. Egyike a 8. legnépszerűbb Transformers szereplőnek.

## Története a képregényben
Fülelő a Bárkával együtt jött a Földre az elsők között. Első komolyabb feladata volt, hogy elfoglalta G. B. Blackrock oregoni repülőgép-összeszerelő üzemét. Észrevétlenül jutott be, mivel a parkolóban várakozó magnóvá átváltozott Fülelőt az egyik munkás bevitte a gyárba, kikerülve az összes védelmi berendezést és ellenőrzést. Miután itt átalakult, Lézercsőrrel rövid időn belül elfoglalta az üzemet, mely az álcák későbbi bázisa lett.
Következő feladata az volt, hogy a Szerkesztettek segítségével építsen egy adót, mellyel üzent a Kibertron bolygón maradt többi álcának, hogy a Föld nevű bolygón rekedtek.
Egyike azon kevés szereplőknek (ha nem az egyetlen), mely a teljes 80 részes képregényt túlélte, egyszer sem halt meg, született újjá vagy veszett el.

## Története a filmben
Először csak a Föld körül keringett műhold alakban és rákapcsolódott az Amerikai Katonai Műholdra. A harmadik részben leszállt a földre. Társa Lézercsőr, egy robotmadár. Ők ketten kötöttek szövetséget Dylan Goulddal és apjával. A chicagói csatában elfogja Űrdongót és épp készül megölni, amikor az álca anyahajó mögé zuhan. Űrdongó támadásba lendül és mellkasán keresztül kilövi Fülelő fejét.

## Transformers: Prime
A G1-hez és a Filmekhez képest néma, az arca egy monitor. Az álcák fülelője, mindent felhackkel, minden rendszerbe betör. Megatron leghűségesebb katonája. Az Álcák megalakulása előtt is parancsnok volt. Járműalakja egy pilóta nélküli repülőgép. A 3. évad végén az Árnyzónába kerül.

## Transformers: Robots in Disguise (televíziós sorozat, 2015)
A 2.évad 10.részében (Átjárók) egy földhíddal kiszabadul az Árnyzónából, és Bumblebee-t bedobja az Árnyzónába. De Bumblebee Fixit segítségével kiszabadul és Soundwave ismét az Árnyzónába kerül. A 4. évadban mini-conokat küld ki hogy megszerezzék az álca-vadász fegyvereket hogy kiszabaduljon az Árnyzónából. A 4. évad 22. részében (Járulékos kár) sikeresen kiszabadul az Árnyzónából, Steeljaw és bandája segítségével egy eszközt épít, hogy vissza tudja hívni Megatront. De Optimus és Bumblebee őt legyőzik.

## Képességei

Fülelő mint kazettás rádiómagnó

A G1 sorozatban egy kazettás rádiómagnóvá tudott átalakulni. A rádióhullámok teljes spektrumát tudja érzékelni és értelmezni. Emlékezete fotorealisztikus, mellkasában nagykapacitású mágneses adattároló rejtőzik, melyen rengeteg információt el tud tárolni. Mikor robottá változik, mérete és tömege is többszörösére nő.
A kazettás lejátszó ajtaja mind robot, mind magnó alakban nyitható. Itt kazetta formában rejtőzik hű társa, Lézercsőr is vagy más egyéb, kisméretű álcák (Romboló, Görgető, Tomboló, Féreg). Fegyverzetéhez tartozik a nagy hatósugarú célra összpontosító rádióhullámú szenzor, melyet a vállán visel és a lézerfegyvere. Fizikai ereje is figyelemreméltó, egyike a legerősebb álcáknak.
A Transformers: A bukottak bosszúja című mozifilmben robot alakban nem szerepel, másodlagos alakja egy műhold. Feladata itt is a kapcsolattartás és a kémkedés vagy a telefonok lehallgatása.

## Szinkronhangok
| Név       | Magyar Név         | Eredeti hang                           | Magyar hang                                             | Sorozat/Film                                        | Év        |
| --------- | ------------------ | -------------------------------------- | ------------------------------------------------------- | --------------------------------------------------- | --------- |
| Soundwave | Soundwave          | Frank Welker                           | TBA                                                     | Transformers G1                                     | 1984-1987 |
| Soundwave | Soundwave          | Frank Welker                           | Karsai István (1. szinkron) Bácskai János (2. szinkron) | Transformers                                        | 1986      |
| Soundwave | Hanghullám/ Fülelő | Robert O. Smith Garry Chalk (39. rész) | Joó Gábor (2. szinkron)                                 | Transformers: Cybertron                             | 2005-2006 |
| Soundwave | Soundwave          | Jeff Glen Bennett                      | TBA                                                     | Transformers: Animated                              | 2007-2009 |
| Soundwave | Fülelő             | Frank Welker                           | Faragó András                                           | Transformers: A bukottak bosszúja                   | 2009      |
| Soundwave | Soundwave          | Frank Welker (62. rész)                | Sörös Miklós (62. rész)                                 | Transformers: Prime                                 | 2010-2013 |
| Soundwave | Fülelő             | Frank Welker                           | Faragó András                                           | Transformers 3.                                     | 2011      |
| Soundwave | Soundwave          | Frank Welker                           | Bácskai János                                           | Transformers: Robots in Disguise                    | 2015-2017 |
| Soundwave | Soundwave          | Marc Swint                             | Bácskai János (3. rész) Bolla Róbert (6. rész)          | Transformers: Cyberverse                            | 2018-2021 |
| Soundwave | Soundwave          | Edward Bosco                           | TBA                                                     | Transformers: Háború Kibertron bolygójáért trilógia | 2020-2021 |
| Soundwave | Fülelő             | Jon Bailey                             | Papucsek Vilmos                                         | ŰrDongó                                             | 2018      |
| Soundwave | Fülelő             | Sean Kenin Reyes                       | Faragó András                                           | Transformers: FöldSzikra                            | 2022-     |
| Soundwave | Fülelő             | Jon Bailey                             | Simonyi Gáspár                                          | Transformers Egy                                    | 2024      |